# Elite One 1999
Il campionato era formato da sedici squadre e il Sable vinse il titolo.

## Classifica finale
| Pos. | Squadra              | G  | V  | N  | P  | GF | GS | Punti |
| ---- | -------------------- | -- | -- | -- | -- | -- | -- | ----- |
| 1    | Sable                | 30 | 16 | 10 | 4  | 38 | 23 | 58    |
| 2    | Cotonsport Garoua    | 30 | 14 | 14 | 2  | 47 | 16 | 56    |
| 3    | Racing Bafoussam     | 30 | 12 | 13 | 5  | 33 | 23 | 49    |
| 4    | Canon Yaoundé        | 30 | 13 | 9  | 8  | 42 | 25 | 48    |
| 5    | Union Douala         | 30 | 11 | 10 | 9  | 42 | 34 | 43    |
| 6    | Fovu Baham           | 30 | 9  | 16 | 5  | 30 | 23 | 43    |
| 7    | Panthère Bangangté   | 30 | 9  | 11 | 10 | 18 | 24 | 38    |
| 8    | Girondins Ngaoundéré | 30 | 9  | 10 | 11 | 28 | 27 | 37    |
| 9    | Stade Bandjoun       | 30 | 8  | 13 | 9  | 24 | 23 | 37    |
| 10   | Port Douala          | 30 | 9  | 10 | 11 | 25 | 27 | 37    |
| 11   | Kumbo Strikers       | 30 | 10 | 6  | 14 | 25 | 36 | 36    |
| 12   | Olympic Mvolyé       | 30 | 9  | 8  | 13 | 32 | 46 | 35    |
| 13   | Tonnerre Yaoundé     | 30 | 9  | 7  | 14 | 34 | 46 | 34    |
| 14   | Dynamo Douala        | 30 | 8  | 10 | 12 | 21 | 29 | 34    |
| 15   | Aigle Nkongsamba     | 30 | 7  | 7  | 16 | 24 | 26 | 28    |
| 16   | Free Boys Bamenda    | 30 | 4  | 12 | 14 | 22 | 50 | 18    |